# قناة بورتلاند
قناة بورتلاند هي ذراع مدخل بورتلاند، أحد المداخل الرئيسية لساحل كولومبيا البريطانية. ويبلغ طوله حوالي 114 كم (71 ميل). تشكل قناة بورتلاند جزءًا من الحدود بين جنوب شرق ألاسكا وكولومبيا البريطانية.

## الجغرافيا
على الرغم من تسميتها كقناة، فإن المدخل عبارة عن مضيق بحري، وهو ميزة جغرافية طبيعية تمامًا وليست من صنع الإنسان، ويمتد 114.6 كم (71.2 ميل) شمالًا من مدخل بورتلاند في جزيرة بيرس بكولومبيا البريطانية، إلى ستيوارت بكولومبيا البريطانية وألاسكا. ينضم مدخل المرصد إلى قناة بورتلاند عند نقطة رامسدن، حيث يندمج كلاهما مع مدخل بورتلاند. تنضم قناة بيرس إلى قناة بورتلاند في الطرف الشمالي لجزيرة بيرس.

## التسمية
أعطيت قناة بورتلاند اسمها من قبل جورج فانكوفر في عام 1793، تكريما لدوق بورتلاند الثالث. يعد استخدام كلمة قناة لتسمية المداخل الموجودة على ساحل كولومبيا البريطانية وألاسكا إرثًا من الاستكشاف الإسباني للمنطقة في القرن الثامن عشر. على سبيل المثال، كان مضيق هارو الواقع بين جزر فيكتوريا وجزر سان خوان في الأصل قناة دي هارو. اللغة الإنجليزية المشابهة للقناة الإسبانية هي "القناة"، والتي توجد في جميع أنحاء الساحل، استخدم جورج فانكوفر كلا المصطلحين في تسميته للمداخل، قناة هود على سبيل المثال.

## النزاع
كان وضع الحدود الدولية في قناة بورتلاند قضية رئيسية خلال المفاوضات حول النزاع حول حدود ألاسكا، والذي احتدم نتيجة حمى ذهب كلوندايك وانتهت بالتحكيم في عام 1903. جنبا إلى جنب مع قناة بيرس وممر تونغاس، تم إنشاء الحدود الدولية في قناة بورتلاند. تم تعريف قناة بورتلاند من خلال تسوية حدود ألاسكا (معاهدة هاي-هربرت) كجزء من قناة بورتلاند،وهو مصطلح يستخدم لتشكيل الحدود البحرية في المعاهدة الأنجلو-روسية لعام 1825 ولكن لم يتم تعريفها في المعاهدة.